# Max Ellmer
Max Ellmer est un joueur suisse de tennis né le 6 juillet 1909 et décédé en 1984.

## Biographie
À 14 ans il remporte un premier tournoi à Cannes où ses parents tenait un hôtel.
Joueur de fond de court doté d'une grande précision, avec un revers puissant et un bon jeu de jambes. Ses points faibles étaient le service, le smash et la volée.
Il remporte le tournoi de Wiesbaden 1934, Lugano 1934, Cannes 1935, Zurich 1935, Brême 1936, Kulm 1938.
Il atteint plusieurs finales à Cannes 1933, Cannes (2) 1933, Nice 1933, Nice (2) 1933, St Moritz 1934, Cannes 1934, Cannes (2) 1934, Monte-Carlo 1934, Nice 1934, Cannes (2) 1935, Nice 1935, St Moritz 1935, Cannes 1936, Cannes (2) 1936, Cannes 1937, Genève 1935, Gstaad 1937, Nice 1938, Athènes 1938.
Il joue pour la Suisse en Coupe Davis de 1933 à 1937.
Aux internationaux d'Allemagne à Brême qu'il remporte en 1936, il sauve 3 balles de matchs en quart de finale, dont une sur un ace ce qui était extrêmement rare chez lui.
Il joue dans les tournois du Grand Chelem de Roland Garros et Wimbledon de 1930 à 1949.
Quart de finaliste au tournoi de Wimbledon en 1938 (défaite contre Henry Austin).
Fin 1938 il arrête la compétition et part en Inde avec le yougoslave Franjo Kukuljevic pour devenir partenaire de jeu du Maharaja de Mawanagar, il reste à son service jusqu'en 1949.
À son retour dans les années 1950 il entraine à 6 reprises l'équipe Suisse de Coupe Davis.
Il change de club en passant du TC Genève à celui du Montchoisi TC à Lausanne il en devient secrétaire de 1964 à 1979.
Une compétition porte son nom à Montchoisi depuis 2001 : le Max Ellmer Doubles Championship.
Il a remporté 4 fois le championnat Suisse en simple 1932, 34, 35 et 36 et 5 fois en double de 1933 à 37.